# Молодіжна збірна Парагваю з футболу
Молодіжна збірна Парагваю з футболу (ісп. Selección de fútbol sub-20 de Paraguay) — представляє Парагвай на молодіжних змаганнях з футболу. На відміну від європейських збірних, максимальний вік гравців в цій команді не повинен перевищувати 20 років.

## Виступи на молодіжному чемпіонаті світу
| Молодіжний чемпіонат світу | Молодіжний чемпіонат світу | Молодіжний чемпіонат світу | Молодіжний чемпіонат світу | Молодіжний чемпіонат світу | Молодіжний чемпіонат світу | Молодіжний чемпіонат світу | Молодіжний чемпіонат світу | Молодіжний чемпіонат світу |
| Рік                        | Раунд                      | І                          | В                          | Н*                         | П                          | ГЗ                         | ГП                         |                            |
| -------------------------- | -------------------------- | -------------------------- | -------------------------- | -------------------------- | -------------------------- | -------------------------- | -------------------------- | -------------------------- |
| 1977                       | Груповий етап              | 3                          | 2                          | 0                          | 1                          | 6                          | 2                          |                            |
| 1979                       | Чвертьфінал                | 4                          | 2                          | 1                          | 1                          | 8                          | 3                          |                            |
| 1981                       | Не кваліфікувались         | Не кваліфікувались         | Не кваліфікувались         | Не кваліфікувались         | Не кваліфікувались         | Не кваліфікувались         | Не кваліфікувались         |                            |
| 1983                       | Не кваліфікувались         | Не кваліфікувались         | Не кваліфікувались         | Не кваліфікувались         | Не кваліфікувались         | Не кваліфікувались         | Не кваліфікувались         |                            |
| 1985                       | Груповий етап              | 3                          | 0                          | 1                          | 2                          | 3                          | 6                          |                            |
| 1987                       | Не кваліфікувались         | Не кваліфікувались         | Не кваліфікувались         | Не кваліфікувались         | Не кваліфікувались         | Не кваліфікувались         | Не кваліфікувались         |                            |
| 1989                       | Не кваліфікувались         | Не кваліфікувались         | Не кваліфікувались         | Не кваліфікувались         | Не кваліфікувались         | Не кваліфікувались         | Не кваліфікувались         |                            |
| 1991                       | Не кваліфікувались         | Не кваліфікувались         | Не кваліфікувались         | Не кваліфікувались         | Не кваліфікувались         | Не кваліфікувались         | Не кваліфікувались         |                            |
| 1993                       | Не кваліфікувались         | Не кваліфікувались         | Не кваліфікувались         | Не кваліфікувались         | Не кваліфікувались         | Не кваліфікувались         | Не кваліфікувались         |                            |
| 1995                       | Не кваліфікувались         | Не кваліфікувались         | Не кваліфікувались         | Не кваліфікувались         | Не кваліфікувались         | Не кваліфікувались         | Не кваліфікувались         |                            |
| 1997                       | Груповий етап              | 3                          | 0                          | 2                          | 1                          | 5                          | 6                          |                            |
| 1999                       | 1/8 фіналу                 | 4                          | 2                          | 1                          | 1                          | 7                          | 8                          |                            |
| 2001                       | 4 місце                    | 7                          | 3                          | 1                          | 3                          | 8                          | 11                         |                            |
| 2003                       | 1/8 фіналу                 | 4                          | 2                          | 0                          | 2                          | 4                          | 4                          |                            |
| 2005                       | Не кваліфікувались         | Не кваліфікувались         | Не кваліфікувались         | Не кваліфікувались         | Не кваліфікувались         | Не кваліфікувались         | Не кваліфікувались         |                            |
| 2007                       | Не кваліфікувались         | Не кваліфікувались         | Не кваліфікувались         | Не кваліфікувались         | Не кваліфікувались         | Не кваліфікувались         | Не кваліфікувались         |                            |
| 2009                       | 1/8 фіналу                 | 4                          | 1                          | 2                          | 1                          | 2                          | 4                          |                            |
| 2011                       | Не кваліфікувались         | -                          | -                          | -                          | -                          | -                          | -                          |                            |
| 2013                       | 1/8 фіналу                 | 4                          | 1                          | 2                          | 1                          | 3                          | 3                          |                            |
| 2015                       | Не кваліфікувались         | Не кваліфікувались         | Не кваліфікувались         | Не кваліфікувались         | Не кваліфікувались         | Не кваліфікувались         | Не кваліфікувались         |                            |
| 2017                       | Не кваліфікувались         | Не кваліфікувались         | Не кваліфікувались         | Не кваліфікувались         | Не кваліфікувались         | Не кваліфікувались         | Не кваліфікувались         |                            |
| 2019                       | Не кваліфікувались         | Не кваліфікувались         | Не кваліфікувались         | Не кваліфікувались         | Не кваліфікувались         | Не кваліфікувались         | Не кваліфікувались         |                            |
| 2023                       | Не кваліфікувались         | Не кваліфікувались         | Не кваліфікувались         | Не кваліфікувались         | Не кваліфікувались         | Не кваліфікувались         | Не кваліфікувались         |                            |
| Разом                      | 9/24                       | 36                         | 13                         | 10                         | 13                         | 46                         | 47                         |                            |

## Виступи на молодіжному чемпіонаті Південної Америки
| Венесуела 1954 | Груповий етап   |
| Чилі 1958      | 5 місце         |
| Колумбія 1964  | 2 місце         |
| Парагвай 1967  | 2 місце         |
| Парагвай 1971  | Чемпіон         |
| Чилі 1974      | 3 місце         |
| Перу 1975      | не брали участь |
| Венесуела 1977 | 3 місце         |
| Уругвай 1979   | 3 місце         |
| Еквадор 1981   | Груповий етап   |
| Болівія 1983   | Груповий етап   |
| Парагвай 1985  | 2 місце         |
| Колумбія 1987  | Груповий етап   |
| Аргентина 1988 | 4 місце         |
| Венесуела 1991 | 4 місце         |
| Колумбія 1992  | Груповий етап   |
| Болівія 1995   | Груповий етап   |
| Чилі 1997      | 3 місце         |
| Аргентина 1999 | 4 місце         |
| Еквадор 2001   | 3 місце         |
| Уругвай 2003   | 3 місце         |
| Колумбія 2005  | Груповий етап   |
| Парагвай 2007  | 5 місце         |
| Венесуела 2009 | 2 місце         |
| Перу 2011      | Груповий етап   |
| Аргентина 2013 | 2 місце         |
| Уругвай 2015   | 6 місце         |
| Еквадор 2017   | 8 місце         |
| Чилі 2019      | 8 місце         |
| Колумбія 2023  | 6 місце         |
| Венесуела 2025 | 4 місце         |

## Досягнення
- Молодіжний чемпіонат Америки
  -  Чемпіон (1): 1971
  -  Віце-чемпіон (5): 1964, 1967, 1985, 2009, 2013
  -  3-є місце (6): 1974, 1977, 1979, 1997, 2001, 2003